# Rudolf Battěk
Rudolf Battěk (* 2. November 1924 in Bratislava; † 17. März 2013 in Prag) war ein tschechoslowakischer und tschechischer Soziologe, Dissident und Politiker.

## Leben
Rudolf Battěk besuchte das Gymnasium in Banská Bystrica und Prag. Von 1940 bis 1945 arbeitete er in einem Prager Unternehmen als Maschinenschlosser, nahm an der Widerstandsbewegung teil, absolvierte 1952 die politische und soziale Hochschule und arbeitete anschließend als kommunaler Angestellter und Schlosser bei den Unternehmen SONP in Kladno und ČKD Dukla in Prag. In der zweiten Hälfte der 1960er Jahre war er Mitarbeiter am Sociologický ústav ČSAV (SÚ ČSAV, Soziologisches Institut der Tschechoslowakischen Akademie der Wissenschaften) und untersuchte dort Zusammenhänge und Wirkungen von Arbeitsgruppen in Industrieunternehmen.
Während des Prager Frühlings schloss Battěk sich den Gegnern des Kommunismus an, wurde zum Vorsitzenden des Klubs engagierter Parteiloser (Klub angažovaných nestraníků - KAN) gewählt und war von Juli bis November 1968 Abgeordneter des Tschechischen Nationalrates (Česká národní rada). Nach dem Einmarsch der Armeen des Warschauer Paktes und Niederschlagung der Bewegung, wendete er sich mit mehreren offenen Briefen an die Regierung und verlangte Verhandlungen und Diskussion über die neu entstandene Situation in der besetzten Tschechoslowakei. Seine Immunität wurde am 25. September 1969 aufgehoben und Battek sofort inhaftiert. Nach seiner Entlassung 1970 durfte er nur noch als Pförtner tätig sein.
Während der ersten „Wahlen“ nach der Niederschlagung des Prager Frühlings beteiligte sich Battěk an Flugblattaktionen gegen die Diktatur. Daraufhin erfolgte 1971 eine erneute dreieinhalbjährige Inhaftierung in Litoměřice. Nach seiner Entlassung 1974 arbeitete er als Hilfskraft und Fensterputzer. 1977 gehörte Battek zu den ersten Unterzeichnern der Charta 77 und war 1978 einer der Mitbegründer des Ausschusses der zu Unrecht Verfolgten (Výbor na obranu nespravedlivě stíhaných - VONS). 1980 erfolgte die Ernennung zum Sprecher der Charta 77, 1983 zum Mitglied des im Exil operierenden ausführenden Organs der sozialen Demokratie in Zürich. Diese Funktionen konnte er jedoch nur bedingt wahrnehmen, da er am 4. Juni 1980 wegen eines vermeintlichen Angriffs auf eine Person des öffentlichen Lebens inhaftiert wurde. Die Anklage wurde um den Versuch eines Umsturzes erweitert. Bis zum 30. Oktober 1985 saß er in Gefängnissen Pankrác, Opava und Ostrava ein.
Drei Jahre nach seiner Entlassung gehörte Battěk zu den Mitbegründern der Bewegung für bürgerliche Freiheit. Im November 1989 war er einer der Gründer des Bürgerforums (Občanské fórum). Er kandidierte, unterstützt durch Exildemokraten für den Vorsitz in der Tschechoslowakischen Sozialen Demokratie (ČSSD), fiel jedoch bei der Wahl durch und wurde aus der Partei ausgeschlossen. Im Juni 1990 wurde er für das Bürgerforum, dessen stellvertretender Vorsitzender er war, in die Föderalversammlung und zum Vorsitzenden der Volksversammlung gewählt. Nach dem Zerfall des Bürgerforums initiierte er 1991 die Assoziation der Sozialdemokraten (Asociace sociálních demokratů - ASD), die von Jiří Loewa angeführt wurde.
Battěk und seine Partei kämpften gegen die Abtrennung der Slowakei, hatten jedoch auch mit der neu gegründeten Bewegung Demokraté 92 keinen Erfolg und die Partei zerfiel nach erfolglosen Wahlen. Nach dem politischen Misserfolg begann er seine publizistische Tätigkeit, in denen er die politischen Verhältnisse in Tschechien kommentiert.
Ab 1994 galt sein Interesse der Europapolitik und er übernahm den Vorsitz bei der Europäischen Bewegung in der Tschechischen Republik (Evropského hnutí v ČR) an. Seine weitere Kandidatur für den Senat blieb ebenfalls erfolglos. 1997 gehörte er zu den Mitbegründern des politischen Klubs.

## Schriften
In den 1980er und 1990er Jahren schrieb Battěk eine Reihe philosophischer Abhandlungen und Essays.

### Deutschsprachige Publikationen
- Deutsche und Tschechen (1995)